# Pseudogarypus banksi
Pseudogarypus banksi es una especie de arácnido del orden Pseudoscorpionida de la familia Pseudogarypidae.

## Distribución geográfica
Se encuentra en Quebec y en Estados Unidos.